# مؤشر (قياس)

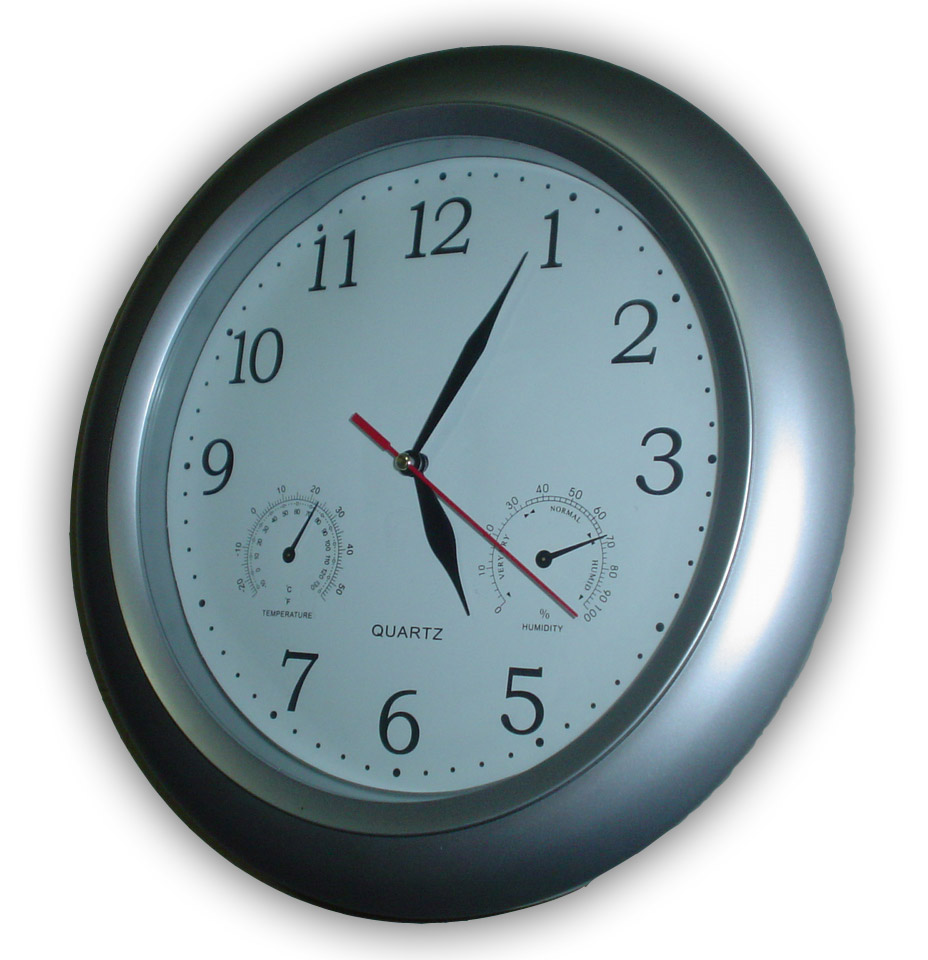
ساعة حائط ذات ثلاث مؤشرات.

المؤشر هو سطح مستوي، دائري أو مستطيل، به أرقام أو علامات تستخدم لضبط أو توضيح قيم معينة في الساعات والمذياع وأجهزة القياس.
المؤشر أيضًا قد يكون قرصًا دوّار يستخدم لضبط والتحكم في أحد الأجهزة، كتغيير تردد في المذياع مثلاً.